# Streptogyne americana
Streptogyne americana là một loài thực vật có hoa trong họ Lan. Loài này được C.E. Hubb. miêu tả khoa học đầu tiên năm 1856.